# Тренайм
Тренайм (фр. Traenheim [tʁɛnaɪm]) — коммуна на северо-востоке Франции в регионе Гранд-Эст (бывший Эльзас — Шампань — Арденны — Лотарингия), департамент Нижний Рейн, округ Мольсем, кантон Саверн. До марта 2015 года коммуна административно входила в состав упразднённого кантона Васлон (округ Мольсем).
Площадь коммуны — 3,1 км², население — 630 человек (2006) с тенденцией к росту: 670 человек (2013), плотность населения — 216,1 чел/км².

## Население
Население коммуны в 2011 году составляло 701 человек, в 2012 году — 686 человек, а в 2013-м — 670 человек.
| 1962 | 1968 | 1975 | 1982 | 1990 | 1999 | 2006 | 2008 | 2011 | 2012 | 2013 |
| ---- | ---- | ---- | ---- | ---- | ---- | ---- | ---- | ---- | ---- | ---- |
| 382  | 397  | 421  | 477  | 496  | 556  | 630  | 667  | 701  | 686  | 670  |

Динамика населения:

## Экономика
В 2010 году из 460 человек трудоспособного возраста (от 15 до 64 лет) 368 были экономически активными, 92 — неактивными (показатель активности 80,0 %, в 1999 году — 73,2 %). Из 368 активных трудоспособных жителей работали 353 человека (185 мужчин и 168 женщин), 15 числились безработными (10 мужчин и 5 женщин). Среди 92 трудоспособных неактивных граждан 35 были учениками либо студентами, 34 — пенсионерами, а ещё 23 — были неактивны в силу других причин.

## Достопримечательности (фотогалерея)

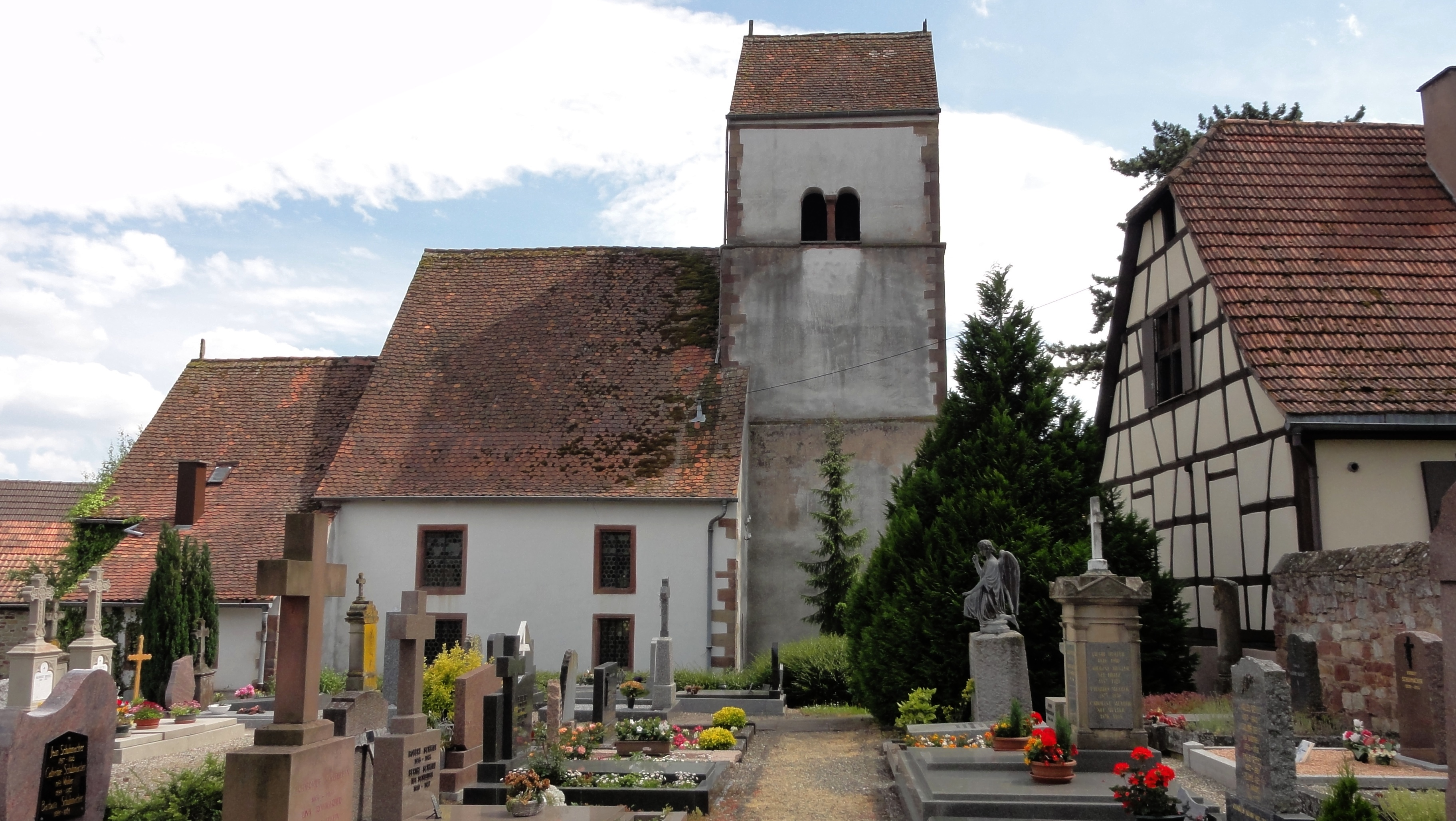
Протестантская церковь
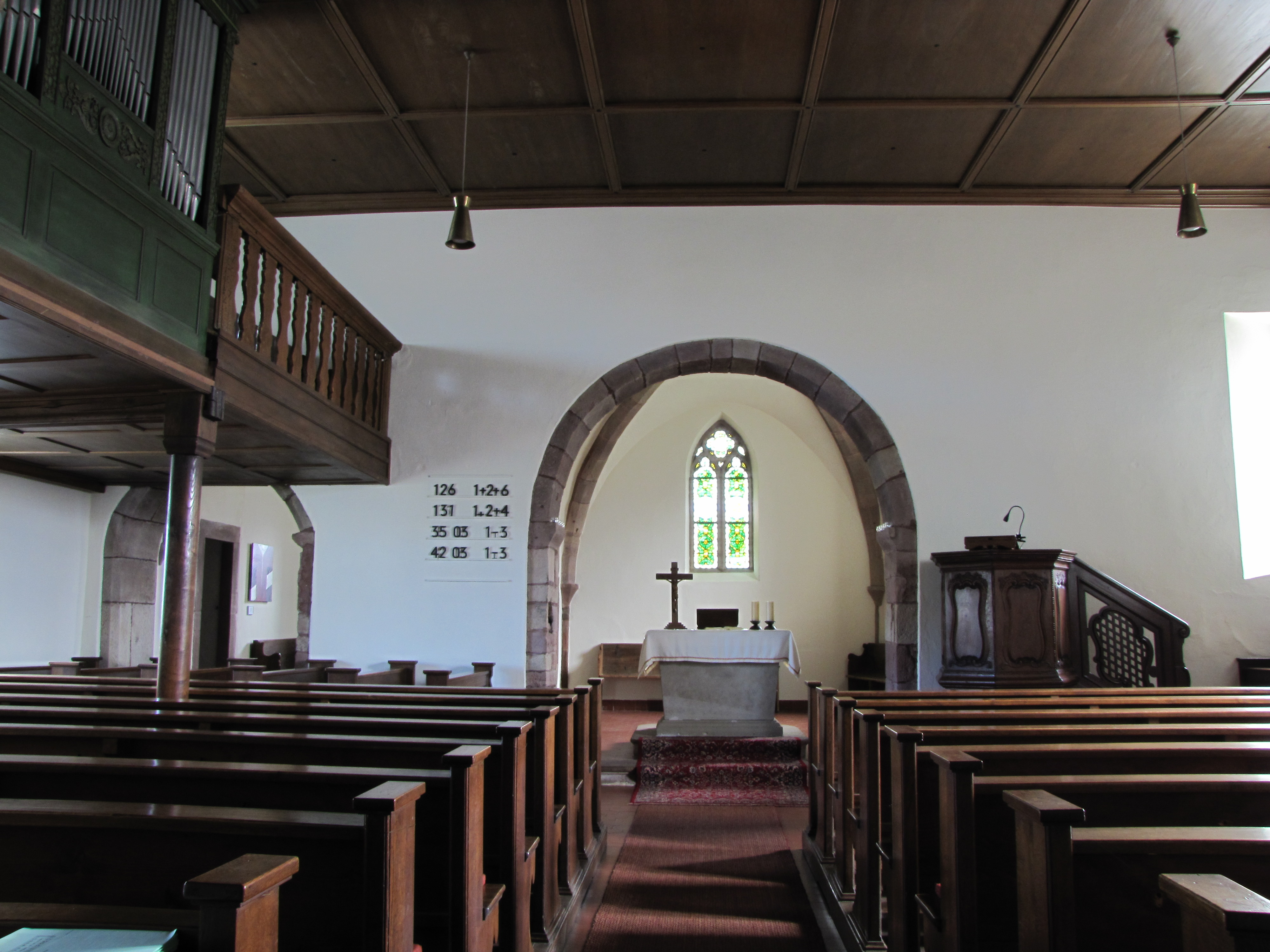
Интерьер, вид на алтарь
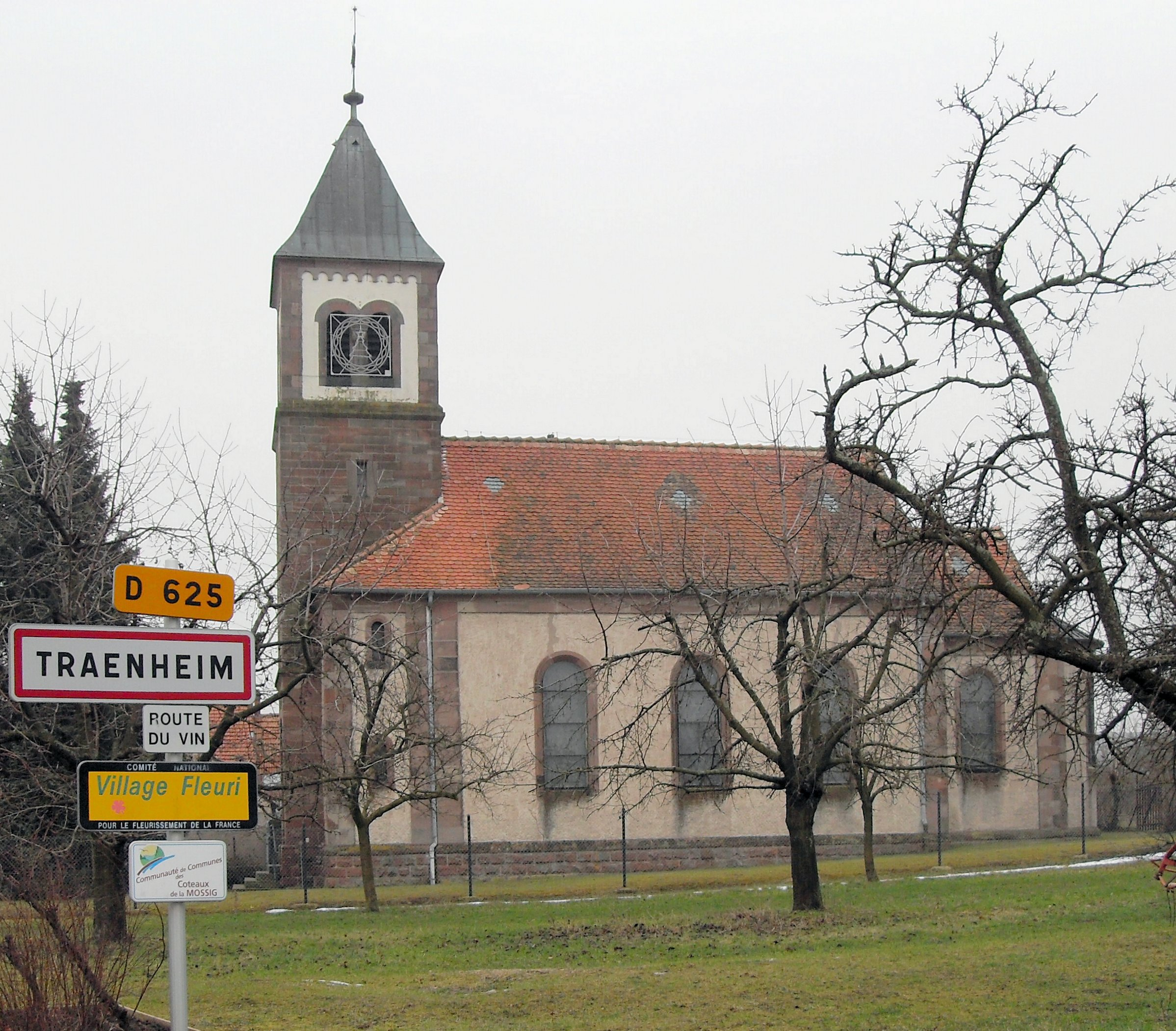
Католическая церковь святых Петра и Павла
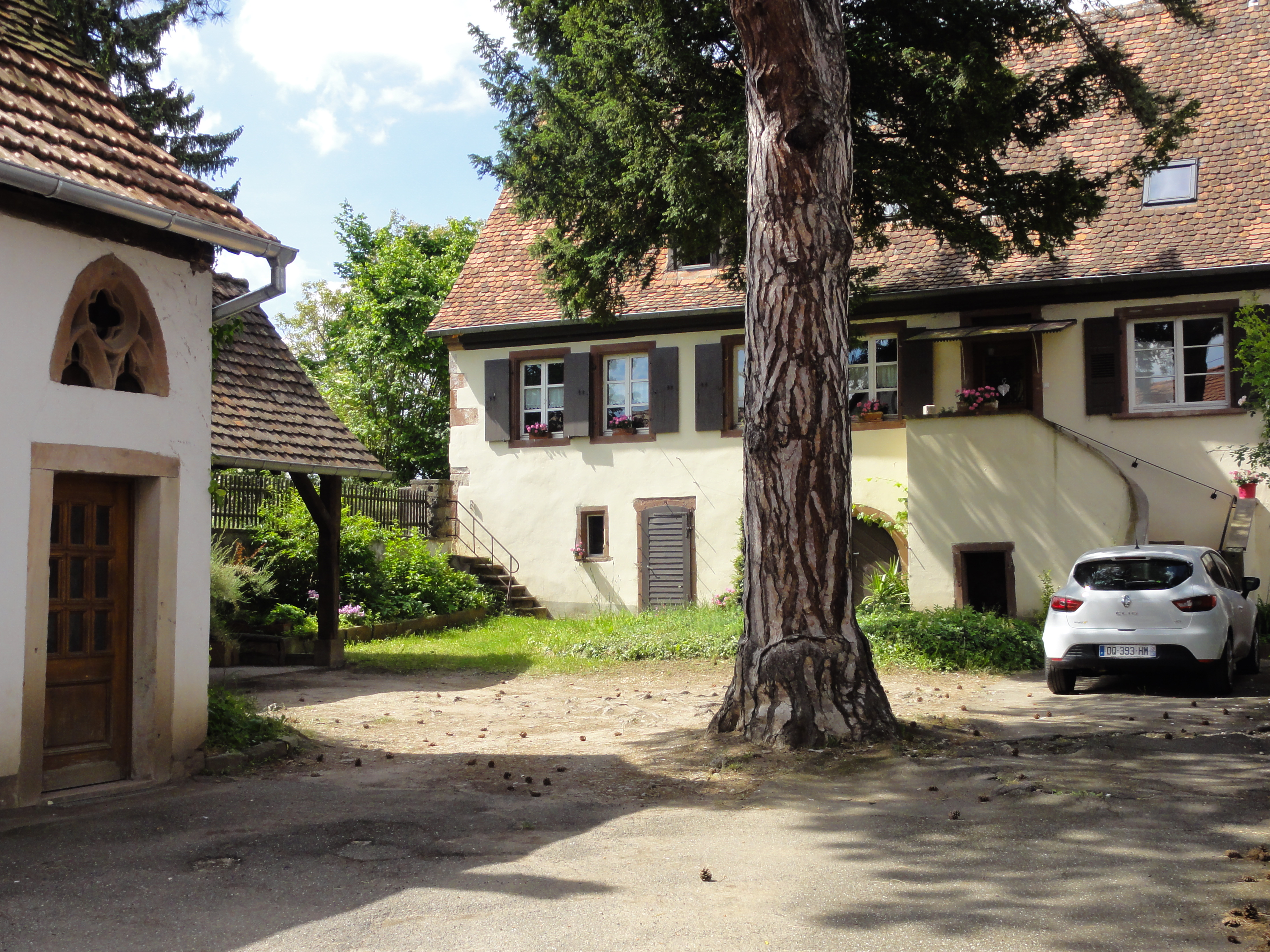
Дом приходского священника
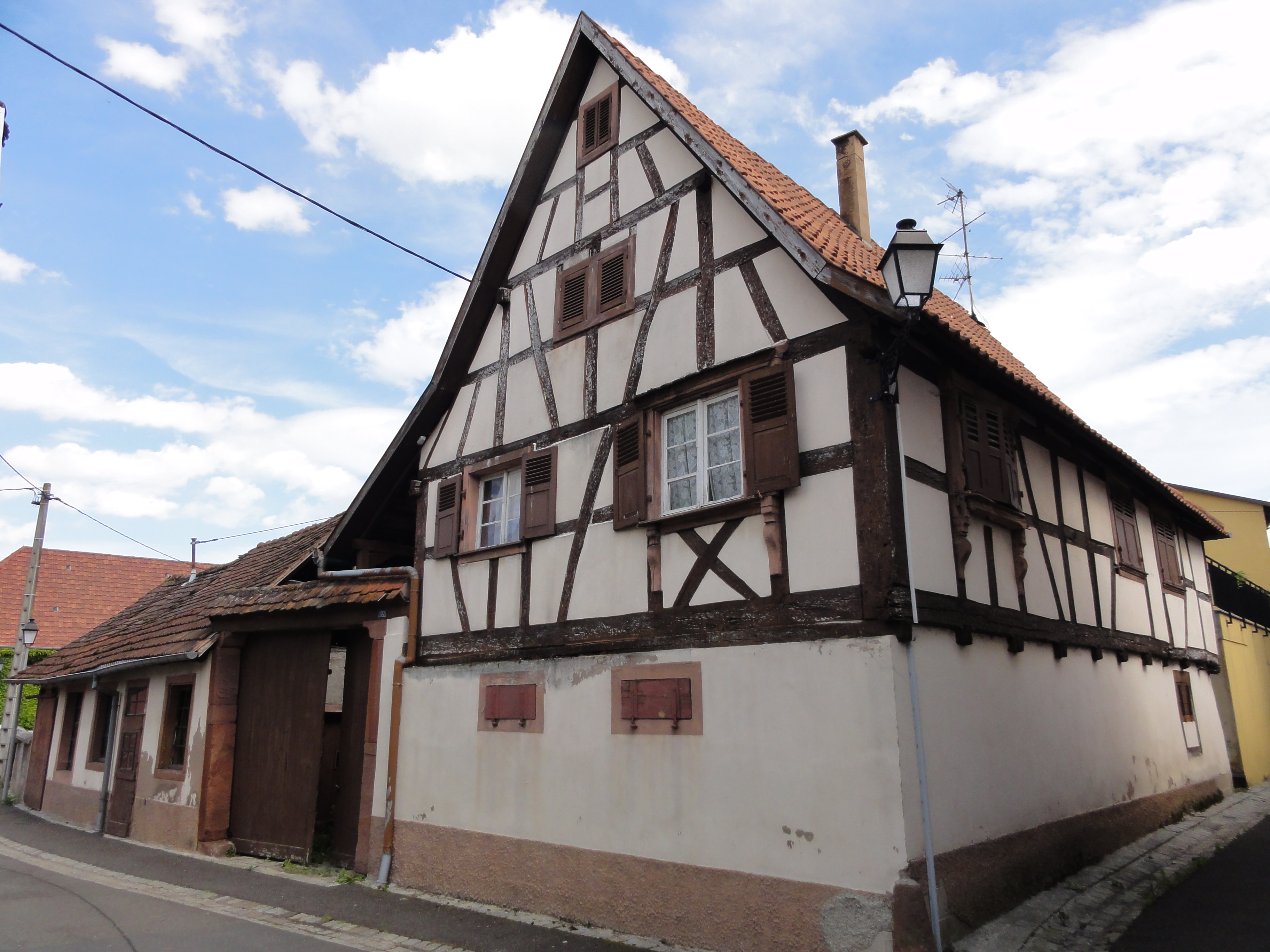
Фахверковый дом
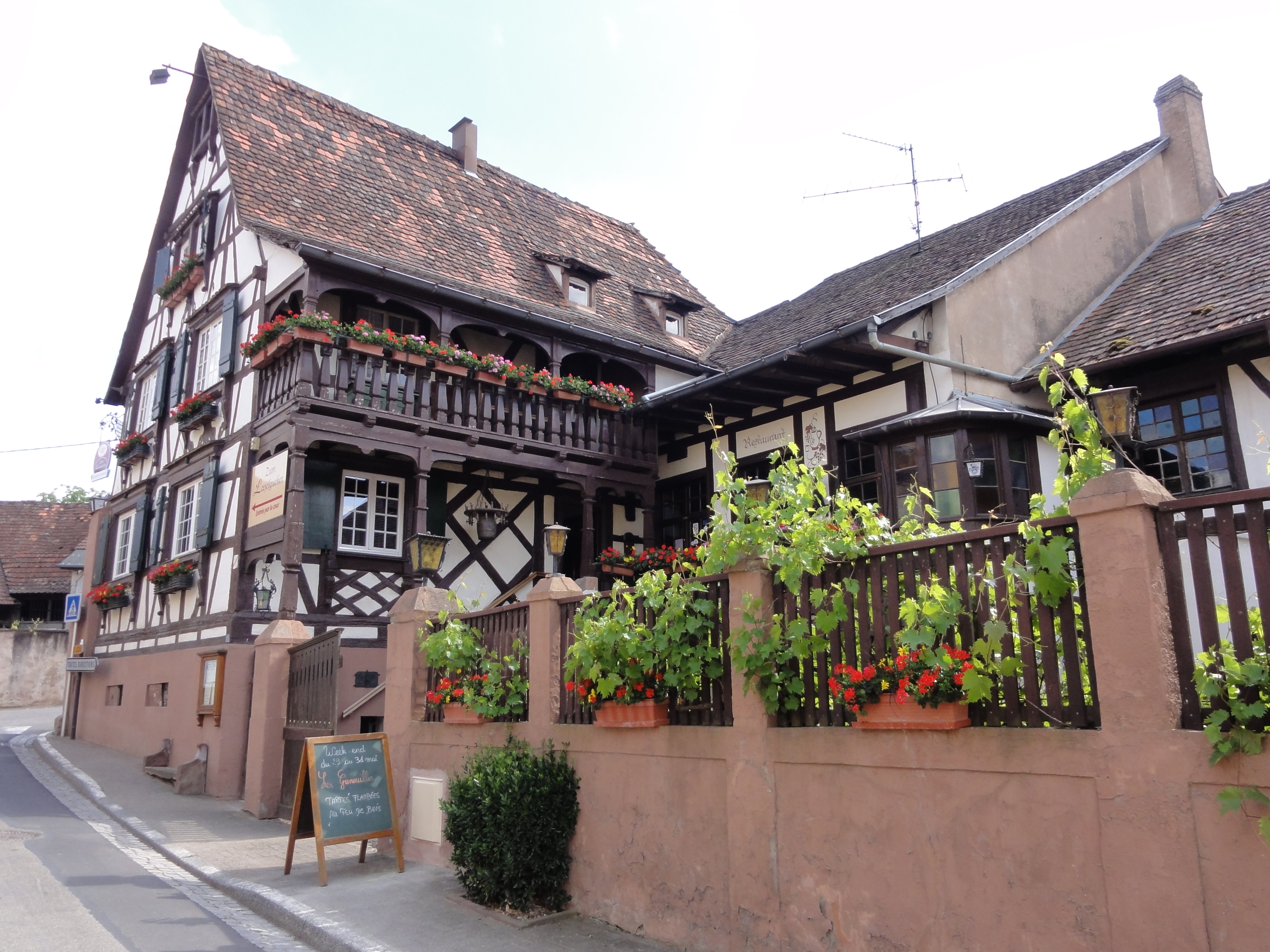
Ресторан
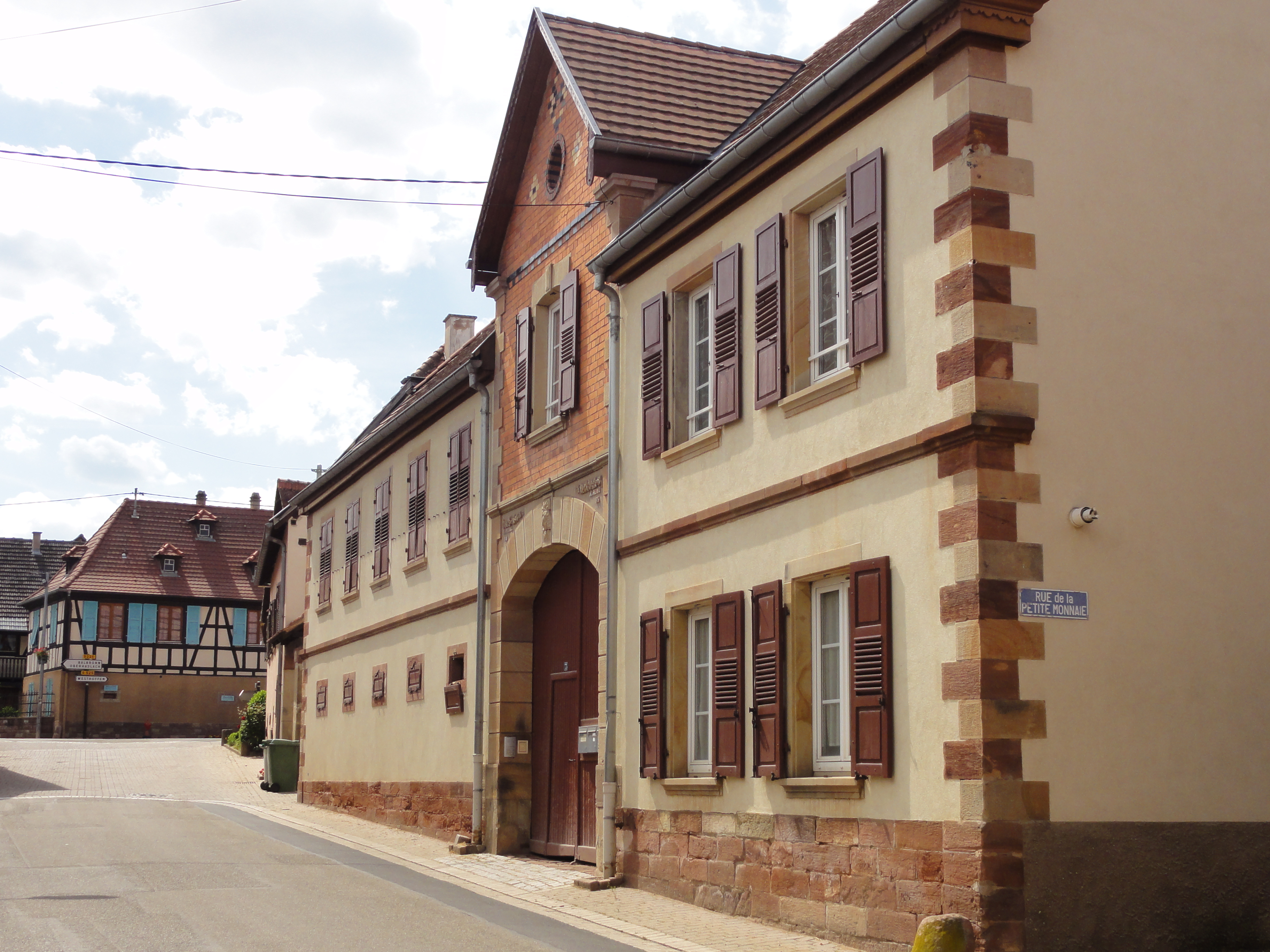
Старая ферма